# Val Troncea
La Val Troncea è una valle laterale di destra della val Chisone nella città metropolitana di Torino (Piemonte).

## Geografia
La valle si trova a monte dell'abitato di Pragelato ed è interamente inserita nel suo comune.
Nonostante sia ritenuta una valle laterale della val Chisone, tuttavia, il torrente Chisone prende la sua sorgente in questa valle ai piedi del monte Barifreddo.

### Monti

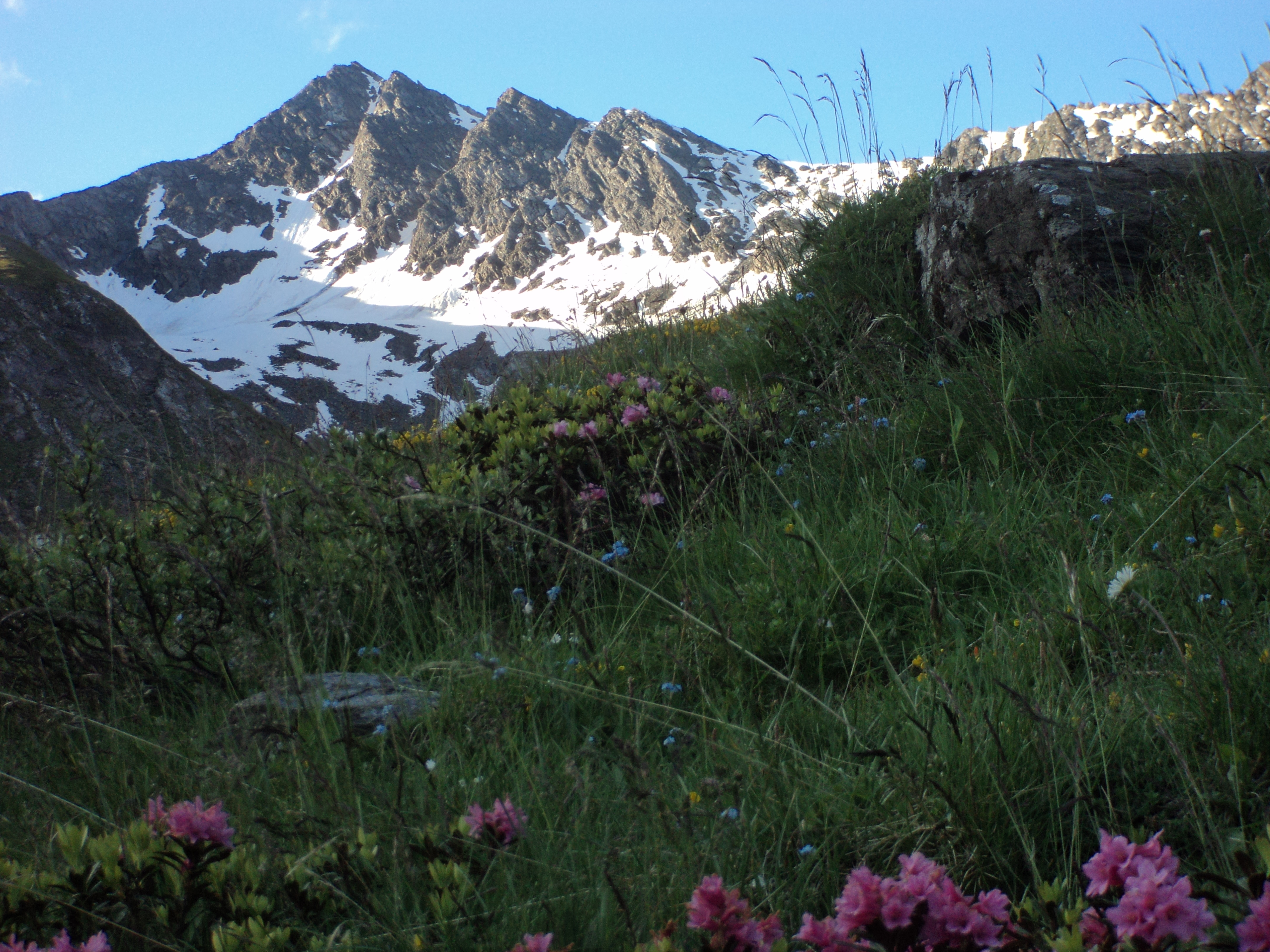
Il Monte Barifreddo visto dalla valle.

I monti principali che contornano la valle sono:
- Punta Rognosa di Sestriere - 3.280 m
- Monte Platasse - 3.149 m
- Monte Giornalet - 3.063 m
- Bric Ghinivert - 3.037 m
- Monte Barifreddo - 3.028 m
- Punta del Beth - 2.986 m
- Punta Fauri sud - 2.981 m
- Monte Appenna - 2.979 m
- Monte Ruetas - 2.935 m
- Monte Lungin - 2.921 m
- Monte Peolioso - 2.886 m
- Monte Pignerol - 2.876 m
- Pra Crò - 2.844 m
- Monte Banchetta - 2.823 m
- Monte Morefreddo - 2.769 m

## Storia
Hanno avuto particolare importanza nella storia della valle le miniere del Beth, site poco sotto l'omonimo colle e specializzate nell'estrazione della calcopirite cuprifera, da cui cioè si ricavava il rame.
Il 19 aprile del 1904, nei pressi della borgata Troncea, si verificò una tragedia nella quale persero la vita 81 minatori travolti da una enorme valanga staccatasi dalle pendici del monte Ghinivert. Ancora oggi una monumentale lapide in ghisa posta dagli alpini pinerolesi nel 1914 ricorda la disgrazia nel punto esatto in cui avvenne (indicazioni per "lapide dei minatori" a 10 minuti dalla borgata Troncea).

## Tutela naturalistica
Per la quasi sua totalità la valle è inserita nel parco naturale della Val Troncea. Istituito nel 1980, detto parco intende salvaguardare le caratteristiche peculiari della valle.

## Antiche borgate

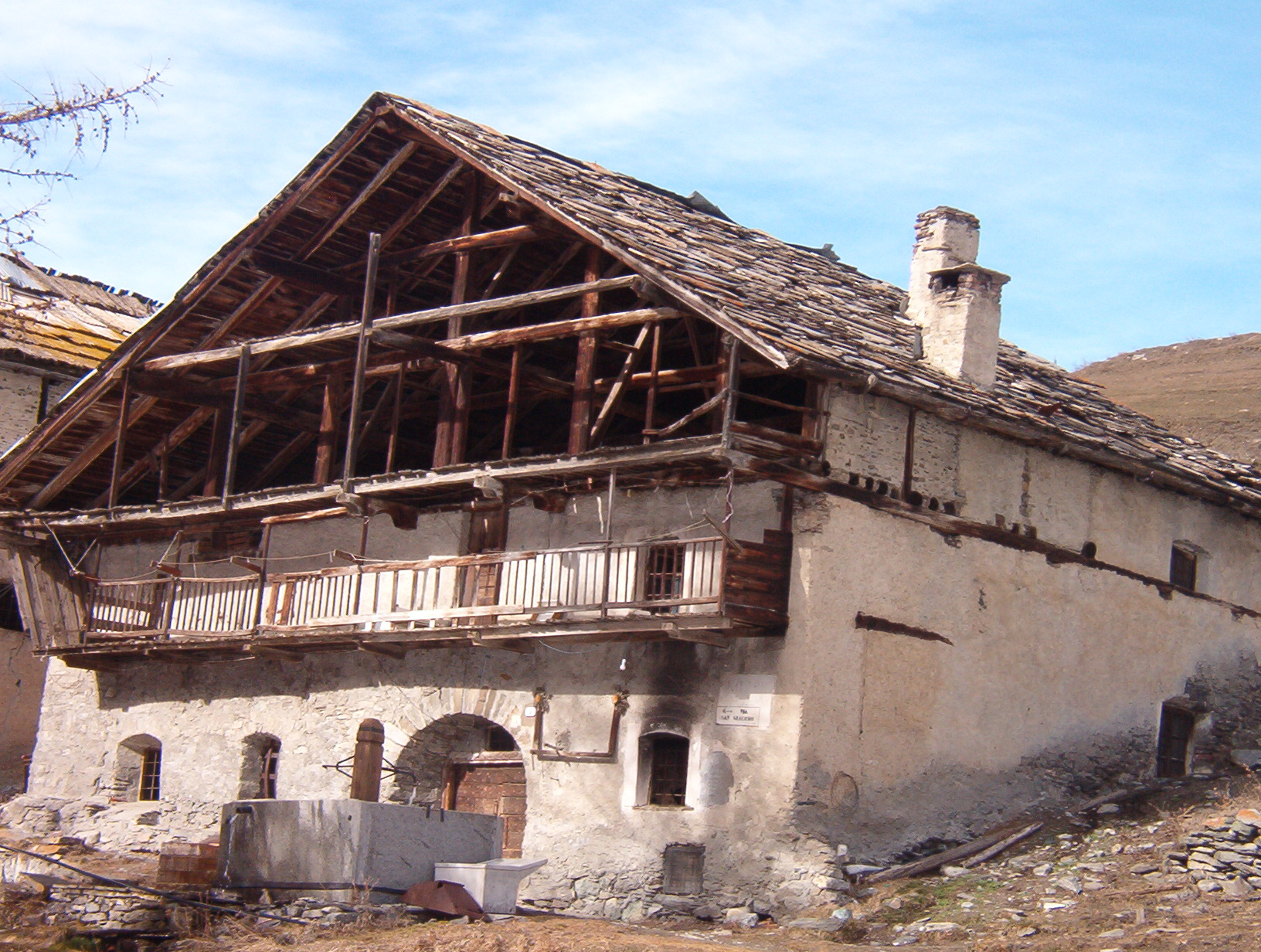
Casa tipica a Laval.

Nella valle sono presenti antiche borgate che conservano il fascino di una cultura contadina. Esse sono attualmente quasi del tutto disabitate e sono mete di alpeggio oppure di strutture ricettive:
- Laval - 1.667 m
- Seytes - 1.919 m
- Troncea - 1.915 m
- Jussaud - 1.786 m

## Escursionismo

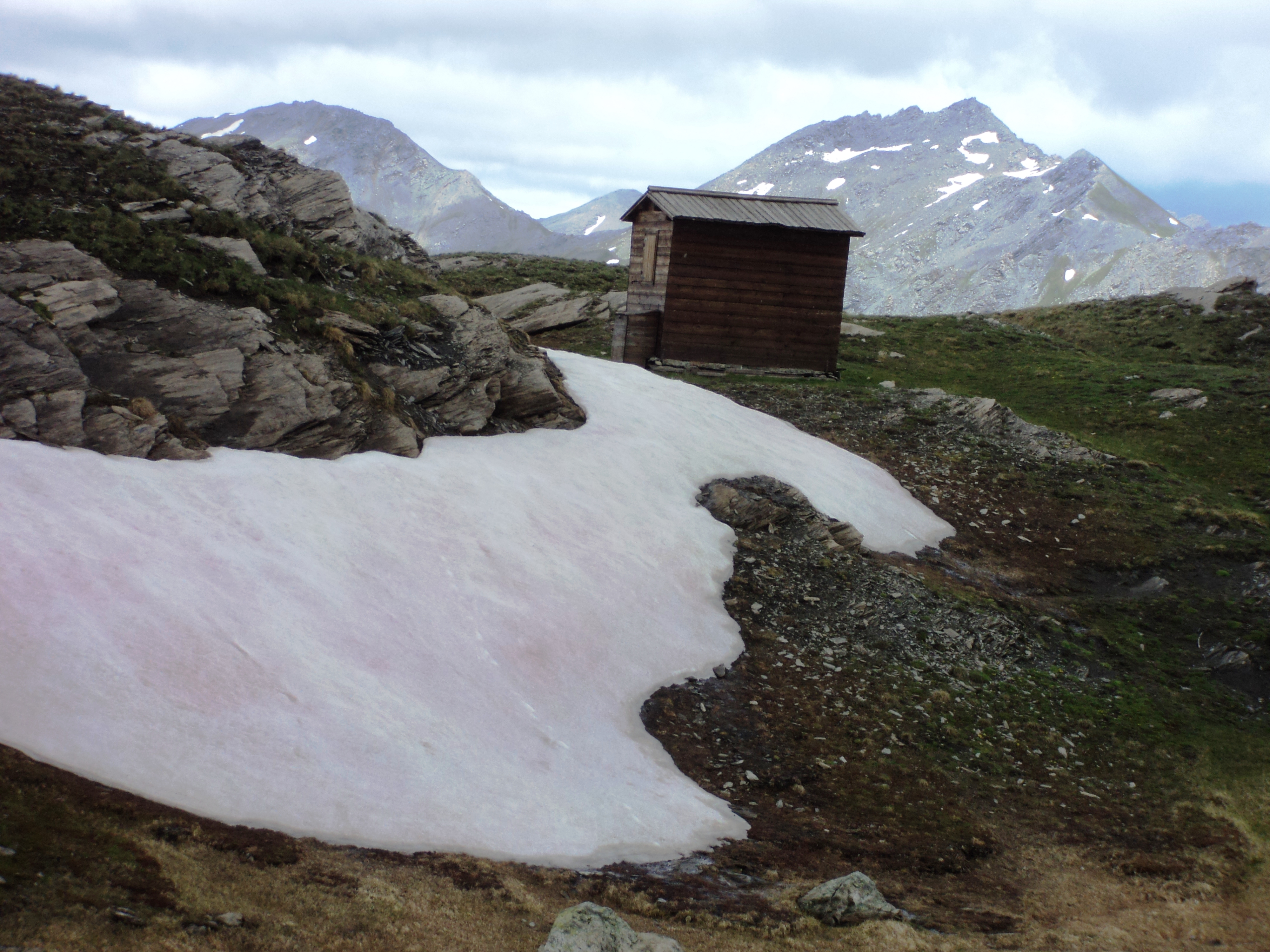
Il Bivacco Col del Clapis.

Per favorire l'escursionismo sulle montagne che contornano la valle sono presenti due rifugi e due bivacchi:
- Rifugio Troncea - 1.915 m
- Rifugio escursionistico Mulino di Laval - 1.670 m
- Bivacco Col del Clapis - 2.756 m
- Bivacco Col del Beth - 2.785 m